# Uladzimir Ihnacik
Uladzimir Ihnacik, accreditato come Uladzimir Ignatik dalla ATP (in bielorusso Уладзімір Ігнацік?; Minsk, 14 luglio 1990), è un tennista bielorusso.

## Carriera juniores
Nel 2007 ha vinto l'Open di Francia juniores.

## Statistiche

### Tornei minori

#### Singolare

##### Vittorie (23)
| Legenda tornei minori |
| Challenger (5)        |
| Futures (18)          |

| No. | Data              | Torneo                                            | Superficie       | Avversario in finale  | Punteggio           |
| 1.  | 20 gennaio 2008   | U.S.A. F2                                         | Cemento          | Todd Paul             | 4-6, 7–6(8), 6-2    |
| 2.  | 15 giugno 2008    | Belarus F1                                        | Cemento          | Deniss Pavlovs        | 6-1, 2-0, rit.      |
| 3.  | 7 giugno 2009     | Poland F3                                         | Terra rossa      | Marcin Gawron         | 6-1, 4-6, 6-2       |
| 4.  | 23 agosto 2009    | Poland F3                                         | Terra rossa      | Marcin Gawron         | 6-1, 6-3            |
| 5.  | 20 settembre 2009 | Turkey F9                                         | Cemento          | Denys Molčanov        | 6-2, 6-2            |
| 6.  | 4 ottobre 2009    | Spain F33                                         | Cemento          | Roberto Bautista Agut | 6-1, 3-6, 7–6(3)    |
| 7.  | 4 ottobre 2009    | Dunlop World Challenge, Toyota                    | Sintetico indoor | Tatsuma Itō           | 7–6(7), 7–6(3)      |
| 8.  | 20 marzo 2011     | ATP Challenger Guangzhou, Canton                  | Cemento          | Aleksandr Kudrjavcev  | 6-4, 6-4            |
| 9.  | 8 luglio 2012     | Germany F8                                        | Terra rossa      | Jan Minář             | 6-4, 7–6(3)         |
| 10. | 12 ottobre 2012   | Tashkent Challenger, Tashkent                     | Cemento          | Lukáš Lacko           | 6-3, 7–6(3)         |
| 11. | 24 novembre 2013  | Czech Republic F6                                 | Terra rossa      | Karol Beck            | 6-2, 6-3            |
| 12. | 24 novembre 2013  | Germany F2                                        | Cemento indoor   | Karol Beck            | 4-6, 6-3, 7–6(3)    |
| 13. | 23 febbraio 2014  | Croatia F2, Zagabria                              | Cemento indoor   | Nikola Mektić         | 5-7, 6-3, 6-3       |
| 14. | 16 marzo 2014     | Croatia F3                                        | Terra rossa      | Tak Khunn Wang        | 6-2, 6-4            |
| 15. | 17 maggio 2015    | Czech Republic F1, Praga                          | Terra rossa      | Jan Mertl             | 6-1, 6-3            |
| 16. | 12 luglio 2015    | Czech Republic F6, Brno                           | Terra rossa      | Jan Mertl             | 6(9)–7, 6-4, 1-6    |
| 17. | 2 agosto 2015     | Slovak Republic F3, Piešťany                      | Terra rossa      | Filip Horanský        | 6-3, 7-5            |
| 18. | 14 febbraio 2016  | Switzerland F1, Oberentfelden                     | Sintetico indoor | Jan Choinski          | 6-4, 6-3            |
| 19. | 10 luglio 2016    | Czech Republic F5, Ústí nad Orlicí                | Terra rossa      | Pawel Clas            | 6-1, 6-4            |
| 20. | 7 agosto 2016     | Slovak Republic F2, Piešťany                      | Terra rossa      | Pavel Nejedly         | 6-0, 6-1            |
| 21. | 29 gennaio 2017   | Open de Rennes, Rennes                            | Cemento indoor   | Andrej Rublëv         | 6(6)–7, 3-6, 7–6(5) |
| 22. | 26 novembre 2017  | Internazionali di Tennis Castel del Monte, Andria | Sintetico indoor | Christopher Heyman    | 6(3)–7, 6-4, 7–6(3) |
| 23. | 4 ottobre 2020    | M25 Pardubice, Pardubice                          | Sintetico indoor | Jan Satral            | 6-3, 6-2            |

##### Finali perse (9)
| Legenda tornei minori |
| Challenger (1)        |
| Futures (8)           |

| No. | Data             | Torneo                                | Superficie       | Avversario in finale   | Punteggio        |
| 1.  | 11 maggio 2008   | Spain F18                             | Terra rossa      | Javier Genaro-Martinez | 4-6, 5-7         |
| 2.  | 1º marzo 2009    | U.S.A. F5                             | Cemento          | Jesse Witten           | 5-7, 4-6         |
| 3.  | 9 agosto 2009    | Serbia F4                             | Terra rossa      | Dejan Katic            | 6-3, 3-6, 2-6    |
| 4.  | 24 gennaio 2010  | Great Britain F2                      | Cemento indoor   | Stefano Galvani        | 6-4, 4-6, 0-6    |
| 5.  | 22 aprile 2012   | Uzbekistan F1                         | Cemento indoor   | Ivan Serheev           | 6(5)–7, 1-6      |
| 6.  | 1º dicembre 2013 | Czech Republic F7                     | Sintetico indoor | Laurynas Grigelis      | 6-4, 3-6, 6(2)–7 |
| 7.  | 18 gennaio 2015  | Germany F2, Stoccarda                 | Cemento indoor   | Maximilian Marterer    | 4-6, 6-4, 5-7    |
| 8.  | 24 maggio 2015   | Czech Republic F2, Jablonec nad Nisou | Terra rossa      | Marek Michalicka       | 6(4)–7, 5-7      |
| 9.  | 24 maggio 2015   | Advantage Cars Prague Open, Praga     | Terra rossa      | Santiago Giraldo       | 4-6, 6-3, 6(2)–7 |